# Le Journal d'une femme de chambre (film, 1916)
Pour les articles homonymes, voir Le Journal d'une femme de chambre.
Pour plus de détails, voir Fiche technique et Distribution.
Le Journal d'une femme de chambre (Дневник горничной) est un film russe réalisé par Mikhaïl Martov, sorti en 1916. 
C'est la première adaptation cinématographique  du célèbre roman éponyme d'Octave Mirbeau. 